# Daughters of the Dust
Daughters of the Dust (Brasil: Filhas do Pó ) é um filme independente de 1991 escrito e dirigido por Julie Dash.

## Sinopse
Daughters of the Dust se passa no ano de 1902, e mostra a cultura Gullah das ilhas marítimas da Carolina do Sul e Geórgia de outra maneira, observando que as raízes africanas foram mantidas por estas comunidades na América. A história de três gerações de mulheres de uma família é contada por um bebê dentro do ventre de sua mãe, de uma maneira incomum.

## Elenco
- Cora Lee Day  .... Nana Peazant
- Alva Rogers .... Eula Peazant
- Barbarao .... Yellow Mary
- Trula Hoosier .... Trula
- Umar Abdurrahamn .... Bilal Muhammad
- Adisa Anderson .... Eli Peazant
- Kaycee Moore .... Haagar Peazant
- Bahni Turpin .... Iona Peazant
- Cheryl Lynn Bruce .... Viola Peazant

## Recepção
O filme foi bem recebido pela crítica, tanto por seu diálogo rico, quanto pelo uso da trilha sonora e pelo modo diferenciado de lidar com imaginação e realidade. Ganhou um prêmio e foi indicado a outro no Festival de Cinema de Sundance, ainda em 1991.
Em 2004, o filme recebeu uma das maiores honrarias para o cinema cultural dos Estados Unidos, passando a ser resguardado pela Livraria do Congresso, por ser "cultural, histórico e significante" para o povo estadunidense.